# Rebecca Mader
Rebecca Mader (Coldham's Lane, Cambridge; 24 de abril de 1977) es una actriz y modelo británica, conocida por sus papeles interpretando a Charlotte Lewis en la serie estadounidense Lost, y en la serie de los mismos creadores Once Upon a Time, interpretando a Zelena, La Bruja Mala Del Oeste.

## Carrera
Rebecca ha aparecido en muchas series televisivas norteamericanas. Hizo el rol de Morgan Gordon en la serie All My Children por cerca de una docena de episodios, y en el otoño de 2006 se convirtió en un personaje regular de la serie de drama legal de la cadena Fox, Justice. Desde comienzos de 2008, Rebecca interpreta a la antropóloga Charlotte Lewis en la serie Lost de ABC.
Trabajó como modelo en Nueva York durante un año, apareciendo en anuncios de L'Oréal, Colgate y Wella.
También ha tenido apariciones regulares y recurrentes en las temporadas 3 y 4 respectivamente, de la serie Once Upon a Time, en el papel de una clásica villana de cuentos: Zelena, la Bruja Mala del Oeste.
Durante la quinta y sexta temporadas formó parte del reparto principal de la serie. El 12 de mayo de 2017 confirmó que abandonaba la serie por cambios en el rumbo y dirección artística de la producción mediante un mensaje en su Instagram.

## Vida personal
Su primer marido fue el empresario Joseph Arongino. Se divorciaron en 2008.
El 29 de diciembre de 2014, Mader anunció su compromiso con el productor Marcus Kayne. Se casaron el 23 de noviembre de 2016 y dio a luz a su hijo Milo en noviembre de 2019. El 2 de septiembre de 2021 nació su segunda hija, Bailey.

## Filmografía

### Film
| Año  | Título                     | Rol                   | Notas           |
| ---- | -------------------------- | --------------------- | --------------- |
| 2003 | Mimic 3: Sentinel          | Carmen                | Directo a video |
| 2003 | Replay                     | Belinda Brown         |                 |
| 2005 | Hitch                      | Cameo sin acreditar   |                 |
| 2006 | The Devil Wears Prada      | Jocelyn               |                 |
| 2007 | Great World of Sound       | Pam                   |                 |
| 2008 | The Rainbow Tribe          | Sra. Murray           |                 |
| 2008 | "Into The East"            | Felicity Young        |                 |
| 2009 | The Men Who Stare at Goats | Debora Wilton         |                 |
| 2010 | Ceremony                   | Esme Ball             |                 |
| 2010 | The Big Bang               | Zooey Wigner          |                 |
| 2011 | Cougars, Inc.              | Mary                  |                 |
| 2013 | Iron Man 3                 | Agente de la factoría |                 |
| 2014 | It's Gawd!                 | Holly                 |                 |

### Televisión
| Año       | Título                             | Rol                       | Notas                                                                  |
| --------- | ---------------------------------- | ------------------------- | ---------------------------------------------------------------------- |
| 2000      | Madigan Men                        | Kim                       | Episodio: "Bachelors"                                                  |
| 2001      | Third Watch                        | Mandy                     | Episodio: "Exposing Faith"                                             |
| 2003      | All My Children                    | Morgan Gordan             | Regular; 17 episodios                                                  |
| 2003      | Fastlane                           | Nicole Martin             | Episodio: "Monster"                                                    |
| 2003      | Guiding Light                      | Mujer misteriosa con Tony | 2 episodios                                                            |
| 2004      | One Life to Live                   | Margaret Cochran          | Regular                                                                |
| 2004      | Samantha: An American Girl Holiday | Tía Cornelia              | Film para TV                                                           |
| 2005      | Law & Order: Trial by Jury         | Melanie Ferris            | Episodio: "The Abominable Showman"                                     |
| 2005      | Stella                             | Chica bonita              | Episodio: "Meeting Girls"                                              |
| 2005      | Starved                            | Chica Puma/ Heather       | Episodios: "Pilot", "3D"                                               |
| 2006      | Conviction                         | Hannah                    | Episodio: "Breakup"                                                    |
| 2006      | Love Monkey                        | Grace                     | 3 episodios                                                            |
| 2006–2007 | Justice                            | Alden Tuller              | Protagónico                                                            |
| 2007      | Mr. and Mrs. Smith                 | Jordan                    | Piloto                                                                 |
| 2007      | Private Practice                   | Leslie                    | Episodios: "In Which We Meet Addison, a Nice Girl from Somewhere Else" |
| 2008–2010 | Lost                               | Charlotte Lewis           | Temporadas 4,5 y 6                                                     |
| 2009      | Ring of Deceit                     | Madison Byrne             | Film para TV                                                           |
| 2010      | Law & Order: LA                    | Rebecca Townley           | Episodio: "Pasadena"                                                   |
| 2011      | Second City This Week              | Celebridad invitada       | Episodio: "Pilot"                                                      |
| 2011      | No Ordinary Family                 | Victoria Morrow           | Recurrente                                                             |
| 2011      | Covert Affairs                     | Franka                    | Episodio: "Half a World Away"                                          |
| 2011      | Friends with Benefits              | Ariel                     | Episodio: "The Benefit of Avoiding the Mindbanger"                     |
| 2011      | Alphas                             | Griffin                   | Episodio: "Blind Spot"                                                 |
| 2012      | Work It                            | Grace Hudson              | Protagónico                                                            |
| 2012      | Fringe                             | Jessica Holt              | Episodios: "Brave New World: Part 1", "Brave New World: Part 2"        |
| 2012      | White Collar                       | Abigail Kincaid           | Episodio: "Honour Among Thieves"                                       |
| 2012      | 30 Rock                            | Mujer super sexy          | Episodio: "My Whole Life Is Thunder"                                   |
| 2013      | Drop Dead Diva                     | Robin                     | Episodio: "Jane's Secret Revealed"                                     |
| 2014      | Warehouse 13                       | Lisa Da Vinci             | Episodio: "Endless Terror"                                             |
| 2014      | Blue Bloods                        | Tori Parsons              | Episodio: "Most Wanted"                                                |
| 2014–2018 | Once Upon a Time                   | Zelena / Bruja Cruel      | Recurrente (temporadas 3–4, 7) Protagónico (temporadas 5–6)            |
| 2015      | Hawaii Five-0                      | Nicole Booth              | Episodio: "Ua'aihue"                                                   |
| 2023      | Fire Country                       | Faye Stone                | Recurrente                                                             |

### Web
| Año  | Título   | Rol         | Notas       |
| ---- | -------- | ----------- | ----------- |
| 2011 | Aim High | Miss Walker | 4 episodios |

## Discografía
Cantó la canción "Kinda Kinky" del álbum del mismo nombre, del DJ Ursula 1000 (Alex Gimeno) en 2002 (escrito por Alex Gimeno y Dr. Luke).
En el episodio musical (06x20) de la serie Érase una vez (Once upon a time) cantó su propio tema "Wicked always wins".